# Magyartelek
Magyartelek là một thị trấn thuộc hạt Baranya, Hungary. Thị trấn này có diện tích 6,84 km², dân số năm 2010 là 218 người, mật độ 32 người/km².